# Spätlese
Spätlese (tysk: 'sen høst') er en tysk vinbetegnelse for vin af fuldt modnede druer, den letteste af de sent høstede druer. Spätlese er en mere moden kategori end Kabinett inden for Prädikatswein-kategorierne i den tyske vinklassifikation. Spätlese ligger et niveau under Auslese mht. modenhed. Druerne plukkes mindst syv dage efter sædvanlig høst, så de er mere modne og har højere mostvægt.På grund af regn risikerer man, at høsten ødelægges, hvis man venter længere. I varme år og på gode lokaliteter kan størstedelen af høsten imidlertid opnå Spätlese-niveau.
Vinene kan være enten søde eller tørre (trocken). Dette modenhedsniveau passer i særdeleshed rige, tørre vine på f.eks. Riesling, Weiβer Burgunder og Grauer Burgunder. Mange Spätlese-vine har et godt lagringspotentiale, især hvis de er lavet på Riesling-druen.

## Kendetegn
- Højere intensitet og styrke end Kabinett
- Høj syre, der tøjler en for åbenlys sødme
- Fed og intens smag
- Smager ofte af æble, pære og kaprifolium